# دایگو فوروکاوا
دایگو فوروکاوا (انگلیسی: Daigo Furukawa؛ زادهٔ ۱۵ سپتامبر ۱۹۹۹) بازیکن فوتبال اهل ژاپن است.
از باشگاه‌هایی که در آن بازی کرده‌است می‌توان به باشگاه فوتبال جف یونایتد ایچیهارا چیبا اشاره کرد.